# 京都七福神
京都七福神（きょうとしちふくじん）は、京都府京都市内の7箇所の社寺から構成される七福神めぐりの巡礼札所。七福神めぐりは京都が発祥の地とされ、歴史の古いものとなっている。

## 概要
1922年（大正11年）に京都の郷土史家・田中緑紅らの勧めで京都七福会が結成され、始められた。巡礼には期間が定められており、1月1日から1月15日のうちに回るものとされている。
開始当初は妙円寺以外の6つの札所は京都御苑を中心に歩いて巡拝できる距離にあったため人気であった。しかし、1955年（昭和30年）に遣迎院が鷹ヶ峰に移ったため若干巡拝がしづらくなってしまった。

## 都七福神の一覧
| 社寺           | 神       | 宗派             | 所在地                                     |
| -------------- | -------- | ---------------- | ------------------------------------------ |
| 遣迎院         | 福禄寿   | 浄土真宗遣迎院派 | 京都市北区鷹峯光悦町9                      |
| 妙音堂         | 弁財天   | 臨済宗相国寺派   | 京都市上京区桝形通出町東入青龍町5          |
| 廬山寺         | 毘沙門天 | 天台圓淨宗       | 京都市上京区寺町通広小路上ル北之辺町397    |
| 護浄院         | 恵比寿   | 天台宗           | 京都市上京区荒神口通寺町東入ル荒神町122    |
| 行願寺（革堂） | 寿老人   | 天台宗           | 京都市中京区寺町通竹屋町上ル行願寺門前町17 |
| 大福寺         | 布袋尊   | 天台宗           | 京都市中京区麩屋町通二条上ル布袋屋町498    |
| 妙円寺         | 大黒天   | 日蓮宗           | 京都市左京区松ヶ崎東町31                   |